# Bajki-Zalesie
Bajki–Zalesie – wieś w Polsce położona w województwie podlaskim, w powiecie monieckim, w gminie Krypno.
W latach 1975–1998 miejscowość administracyjnie należała do województwa białostockiego.
Według Powszechnego Spisu Ludności z 1921 roku wieś zamieszkiwało 420 osób, wśród których 410 było wyznania rzymskokatolickiego, 5 prawosławnego i 5 mojżeszowego. Jednocześnie 419 mieszkańców zadeklarowało polską przynależność narodową a 1 białoruską. Było tu 73 budynki mieszkalne.
Wierni kościoła rzymskokatolickiego należą do parafii św. Apostołów Piotra i Pawła w Trzciannem.